# François Jacquier
François Jacquier, né le 7 juin 1711 à Vitry-le-François et mort le 3 juillet 1788 à Rome, est un mathématicien et physicien français.

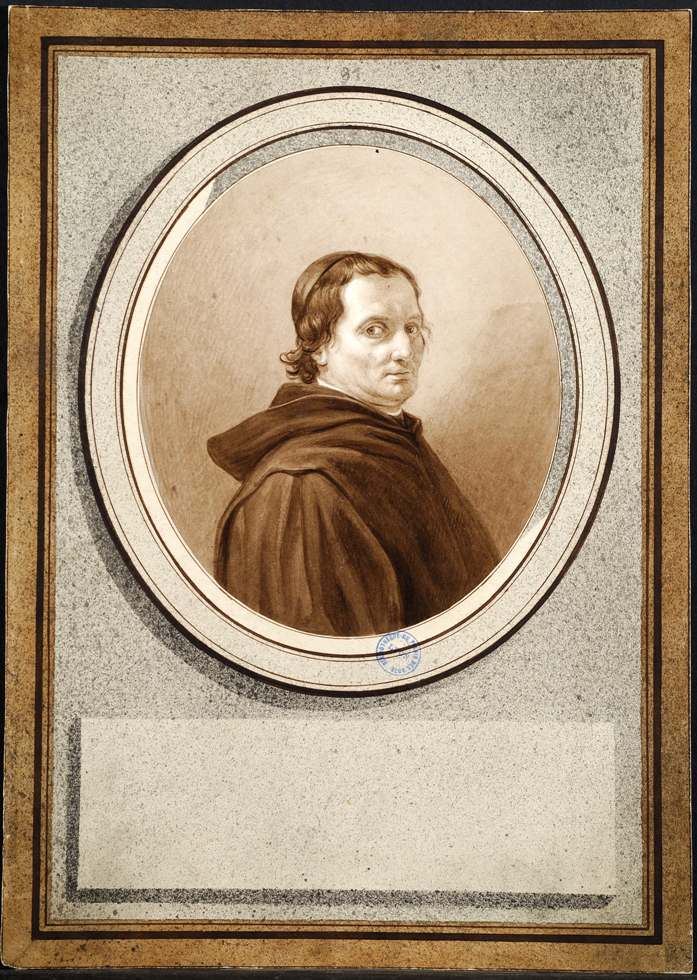
Benoît Pécheux (?) d'après Laurent Pécheux, Portrait du Père François Jacquier, premier tiers du XIXe siècle, technique mixte sur papier, Musée des beaux-arts de Lyon.

## Biographie
L'éducation de François Jacquier est confiée à son oncle Jean Sanlis, un ecclésiastique, qui reconnaît ses dons pour la science et les mathématiques. À seize ans, il entre dans l'Ordre des Minimes. Il est envoyé à Rome pour poursuivre ses études au couvent français de la Trinité-des-Monts. Avec l'accord de ses supérieurs, il se spécialise en mathématiques. Il étudie également les langues anciennes et acquiert de bonnes connaissances de l'hébreu ; il parle le grec aussi bien que le français.
Ses connaissances lui permettent d'obtenir le mécénat des cardinaux Alberoni et Portocarrero. Il suit le cardinal Alberoni dans sa légation à Ravenne et est nommé pour inspecter le travail commencé par Manfredi pour prévenir les inondations répétées dans la région. On lui donne la chaire d'Écritures Saintes au Collège de la Propagande. Il est également affecté par le chapitre général des Frères minimes réuni à Marseille au travail sur les annales de l'ordre.
Le roi de Sardaigne, Charles-Emmanuel III de Sardaigne, le nomme professeur de physique à l'université de Turin en 1745. Cependant le cardinal Valenti, secrétaire d'État du pape Benoît XIV, lui attribue la chaire de physique expérimentale au Collège romain, où on le consulte fréquemment sur des problèmes scientifiques.
En 1763, il est nommé professeur de mathématiques et de physique du jeune prince Ferdinand à Parme. Dix ans plus tard, il occupe la chaire de mathématiques du Collège romain, à l'occasion de la suppression de la Compagnie de Jésus.
Jacquier collabore plusieurs fois avec Thomas Le Seur et une fois avec le jésuite Bošković. Dans ses copieux commentaires sur les Principia de Newton, rédigés avec Le Seur (et connus à tort sous le nom d'« édition jésuite »), il est parmi les premiers à faire remarquer l'importance des Mechanica d'Euler pour la compréhension de l’œuvre de Newton. Avec Le Seur de nouveau, il écrit Elémens du calcul intégral, ouvrage très estimé, le plus complet de ceux publiés jusqu'alors sur le sujet.
À sa mort il était membre de l'Académie des sciences de Paris, de la Société royale de Londres de l'Institut de Bologne et de l'Académie des sciences de Berlin et il entretenait des relations avec presque toutes les grandes sociétés scientifiques et littéraires d'Europe. Il était connu dans l'Académie d'Arcadie sous le nom de Diofanto Amicleo.

## Travaux
Les principaux travaux de François Jacquier sont :
- Isaaci Newtoni philosophiæ naturalis principia mathematica, perpetuis commentariis illustrata (3 vol.  in-4, Genève, 1739-42). Texte des Principia de Newton, commenté par Jacquier et Thomas Le Seur (les commentaires prennent autant de place que le texte). En ligne, édition de Glasgow :
  - vol.  1, 1833 sur Google Livres,
  - vol.  2, 1833 sur Google Livres,
  - vol.  3, 1822 sur Google Livres ;
- Riflessioni de' Padri Tommaso Le Seur, Francesco Jacquier de el' Ordine de' Minimi, e Ruggiero Giuseppe Boscovich della Compagnia di Gesù sopra alcune difficoltà spettanti i danni, e risarcimenti della cupola di S. Pietro, in-4, Rome, Bernabò e Lazzerini, 1743. (« Réflexions des Pères T. Le Seur, F. Jacquier, franciscains, et R. J. Bošković, jésuite, sur quelques difficultés concernant les dommages et les réparations de la coupole de Saint-Pierre ») ;
- Elementi di perspettiva, secondo i principii di Brook Taylor con varie aggiunte spettanti all'ottica e alla geometria, Rome, Generoso Salomoni, 1755 (8 vol. , Rome, 1745). (« Éléments de perspective selon les principes de Brook Taylor, avec diverses additions concernant l'optique et la géométrie ») ;
- Institutiones Philosophicæ ad studia theologica potissimum accommodata (6 vol. , Rome, 1757), réimprimé plusieurs fois à Rome, Venise et en Allemagne et traduit plus tard en espagnol ;
- Elémens du calcul intégral (in-4, Parme, 1768), avec Thomas Le Seur.

Publications
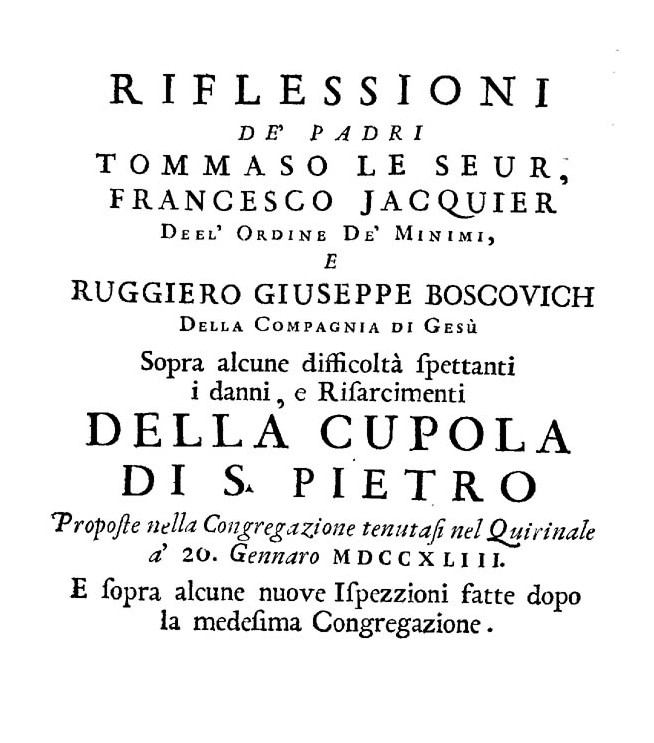
Riflessioni sopra alcune difficoltà spettanti i danni e risarcimenti della cupola di S. Pietro, 1743
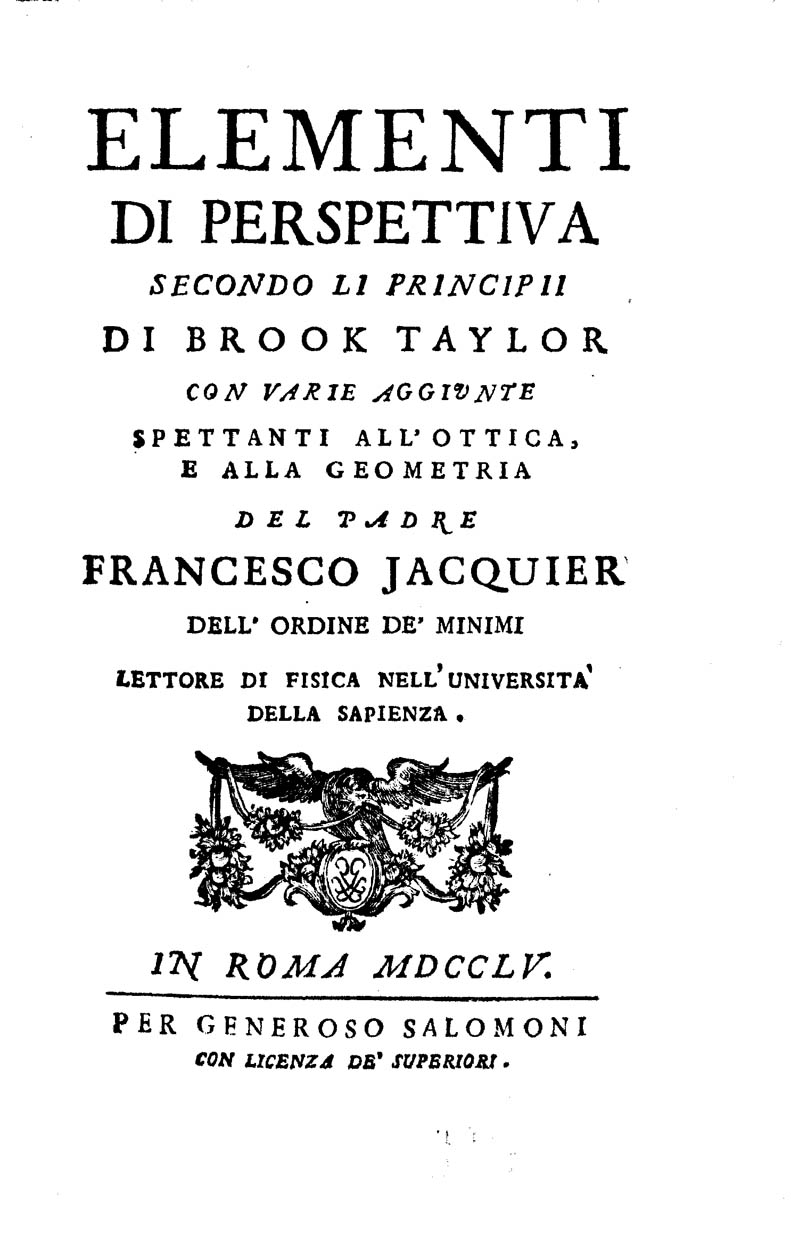
Elementi di perspettiva, 1755

## Hommages
- En 2011, la Société mathématique de France a parrainé un colloque François Jacquier[4].
- Un timbre est édité le 7 juin 2011 à la poste de Vitry-le-François pour célébrer le tricentenaire de sa naissance[5].
- Des rues à Besançon, Vitry-le-François et Chêne-Bourg portent son nom.